# Fandub
Een fandub is een door fans gemaakte nasynchronisatie van een liveaction of geanimeerde productie. Ze worden het meeste (maar niet exclusief) toegepast op anime. Nasynchronisaties gebeuren meestal om een werk in een andere taal dan oorspronkelijk om te zetten. Fandubs bestaan echter voor verscheidene redenen. Soms is de dialoog een vertaling van het origineel. Fans gaan bijvoorbeeld zelf aan de slag omdat de officiële dub negatief onthaald werd of omdat deze niet bestaat in de taal van de fan. Soms gaat het ook om een volledig aangepaste versie met andere dialogen en een ander script. Dit gebeurt meestal op komische wijze. Dit soort fandubs heten "Abridged Series" en "fundubs".
Fandubs gebruiken doorgaans materiaal waar auteursrecht op staat. Hierdoor krijgen ze vaak te maken met dezelfde legale implicaties als fansubs.

## Geschiedenis
Het nasynchroniseren van populaire media door amateurs begon simultaan en onafhankelijk in een aantal verschillende landen. Een van de eerste projecten dateert uit 1989. Dit was een anime fandub parodie getiteld Laputa II: The Sequel en was een hersynchronisatie van de eerste vier afleveringen van de anime Nadia: The Secret of Blue Water. Een latere Star Wars-fandub van Dominiq Vogt (Dodokay) bleek bijzonder populair in Duitsland.
Een Nederlandstalig voorbeeld van komische fandubs is de Mastermovies-reeks van Merijn Scholte-Albers, Paul Huig en Coen Beeksma. Dit zijn parodieën op populaire films zoals Harry Potter en Star Wars.
Andere bekende voorbeelden zijn de filmpjes van LuckyTV, waar Sander van de Pavert onder andere koning Willem-Alexander der Nederlanden en koningin Máxima Zorreguieta van andere stemmen voorziet, alsook het "Bedrijfsuitje met Hitler", waar er met beelden uit Der Untergang werd gediscussieerd of het de dierentuin of bowlen zou worden.